# Caffe latte
Caffe latte (fra italiensk), også kaldet espresso latte, er en af de mest populære kaffedrikke på caféer.
Det er en variation over espresso, med 1/3 espresso og 2/3 varm mælk (ca. 65 °C).
Caffe latte ligner lidt den franske café au lait, men her bruges kaffe i stedet for espresso.

## Etymologi og stavemåder
Caffe latte er fra italiensk hvor ordene "caffè" og "latte" betyder henholdsvis "kaffe" og "mælk". Det staves med et væld af variationer. På den italienske Wikipedia er det primære opslag "Caffellatte", mens Retskrivningsordbogen og Den Store Danske anvender "caffe latte". Den Danske Ordbog har variationerne "caffè latte" og "caffe latte" som de primære opslag, men nævner også "café latte", "cafe latte" samt "caffelatte". Medierne føjer yderligere versioner til. Lisbeth Knudsen anvendte variationen "caffé latte". På danske caféer ses også tit blot ordet "latte" om "caffe latte".

## Det Radikale Venstre og Den kreative klasse
Caffe latte var i 2010'erne i den danske bevidsthed associeret med partiet Det Radikale Venstre.
Den Radikale Anne Martens har selv-reflekterende kaldt sit parti "Caffè latte-parti" og henvist til segmentet "caffé latte vælgere". 
Lisbeth Knudsen binder dets opståen sammen med Marianne Jelveds tid som leder.
Begrebet anvendes ofte sarkastisk og negativt af højre-orienterede kommentatorer, således skrev Joachim B. Olsen i 2012 "Så har alle de ineffektive og i forvejen møg forkælede snylter kommuner fået endnu flere penge! Håber du får Café latten galt i halsen Margrethe!"
Bredere bliver det forbundet med Den kreative klasse, "en gruppe, der i frokostpauserne fra reklamebureauerne, kulturinstitutionerne og medievirksomhederne mødtes på de københavnske cafeer, hvor de networkede og talte om globalisering og innovation".
Associationen har været så udbredt at Margrethe Vestager i juni 2005 sagde (i Morten Rasmussens referat): Hver gang folk tager en caffe latte i hånden, kommer de uvilkårligt til at tænke på Det Radikale Venstre.